# Van Voldenstraat

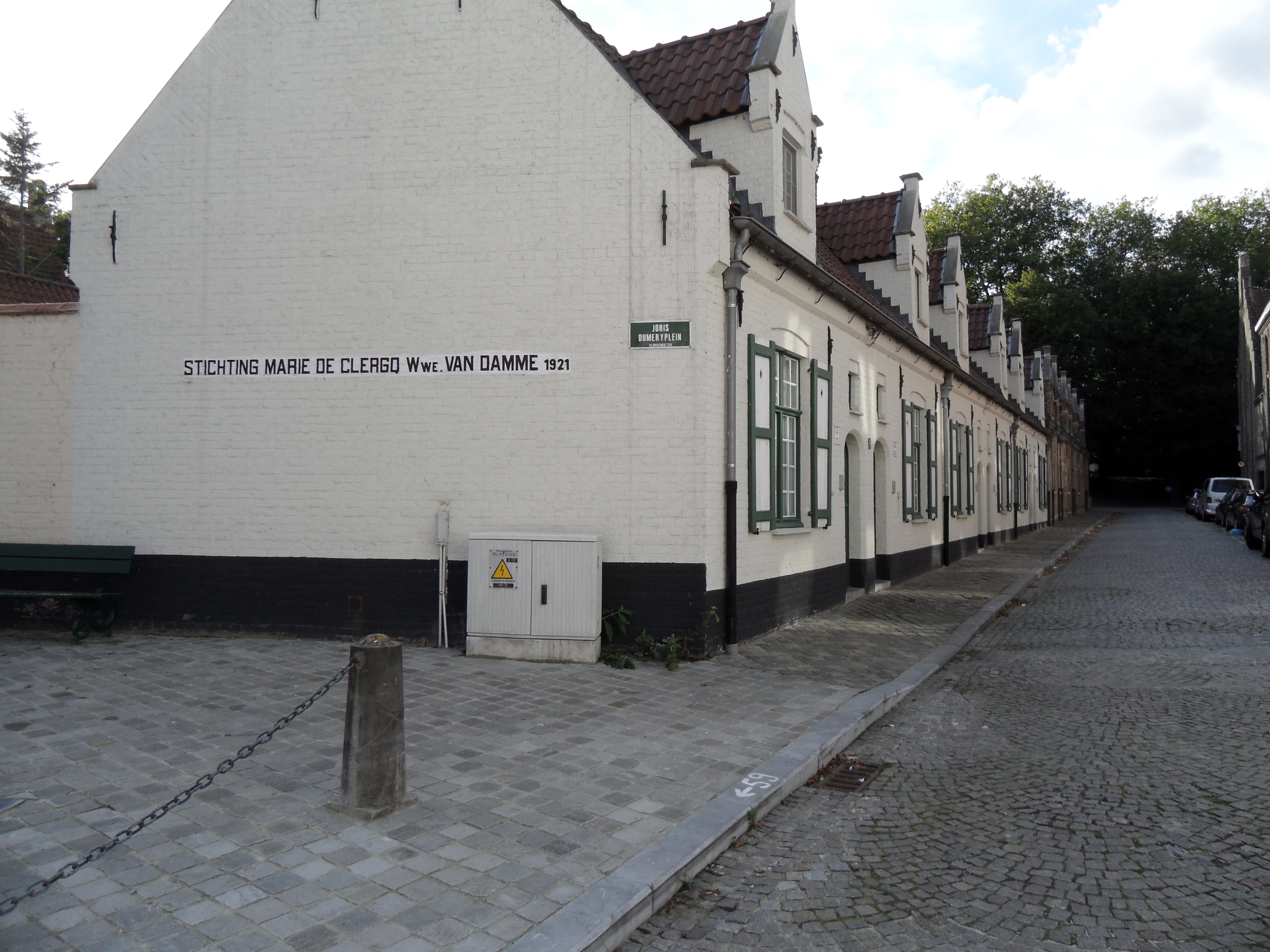
Godshuizen De Clercq aan de Van Voldenstraat

De Van Voldenstraat is een straat in Brugge.

## Beschrijving
De Van Voldenstraat is een relatief recente straat, in een oud stadskwartier en met een oude naam.
De sanering en heraanleg van de Boeveriewijk had als gevolg de aanleg van een nieuwe straat. Het stadsbestuur koos er in 1883 de naam Van Voldenstraat aan te geven.
De familie Van Volden was in de 17de eeuw prominent in Brugge. Gerard en Herman van Volden kochten in 1614 het voormalige gesticht Sint-Hubrechts-ten-Dullen en bouwden er een instelling die ze bestemden voor de opname van acht behoeftige mannen. Jacob en Maximiliaan van Volden, zonen van Gerard voegden er elk nog twee kamers aan toe, zodat er in totaal twaalf mannen konden verpleegd worden. De Stichting van Volden overleefde de revolutietijd, voortaan onder het beheer van de Burgerlijke godshuizen. In 1883 telde het tehuis, dat was geëvolueerd tot inrichting voor ongeneeslijke mannen en vrouwen, ruim honderd patiënten. In 1910 werden de nog aanwezige oude mannen overgebracht naar het bejaardenhuis van de Broeders van Liefde in de Katelijnestraat en de vrouwen naar het hospitaal van de Zusters van Liefde. Er volgden opeenvolgende bestemmingen. In de jaren 1976-1983 werden grondige restauratiewerken uitgevoerd en het gebouw werd tot in 2022 gebruikt als dienstencentrum voor senioren en voor socioculturele doeleinden.
De nieuwe straat liep langs het Van Voldenhuis en het was dan ook logisch dat ze de naam kreeg van deze eeuwenoude instelling, prominent aanwezig in het straatbeeld met gebouwen waarvan sommige tot de 16de eeuw opklommen. In de straat is de zuidkant volledig ingenomen door godshuizen, meer bepaald door de godshuizen gebouwd in 1903-1905 ter vervanging van elders in de stad opgeheven godshuizen en in 1921 als gevolg van een donatie door Marie De Clercq. Op de noordzijde staat, op de hoek met de Hendrik Consciencelaan het huis gebouwd door de historicus Adolf Duclos.
De Van Voldenstraat loopt van de Boeveriestraat en het Joris Dumeryplein naar de Hendrik Consciencelaan.